# Pierrelatte
Pierrelatte is een gemeente in het Franse departement Drôme (regio Auvergne-Rhône-Alpes). De gemeente telde 13.909 inwoners op 1 januari 2022. De plaats maakt deel uit van het arrondissement Nyons.

## Geschiedenis

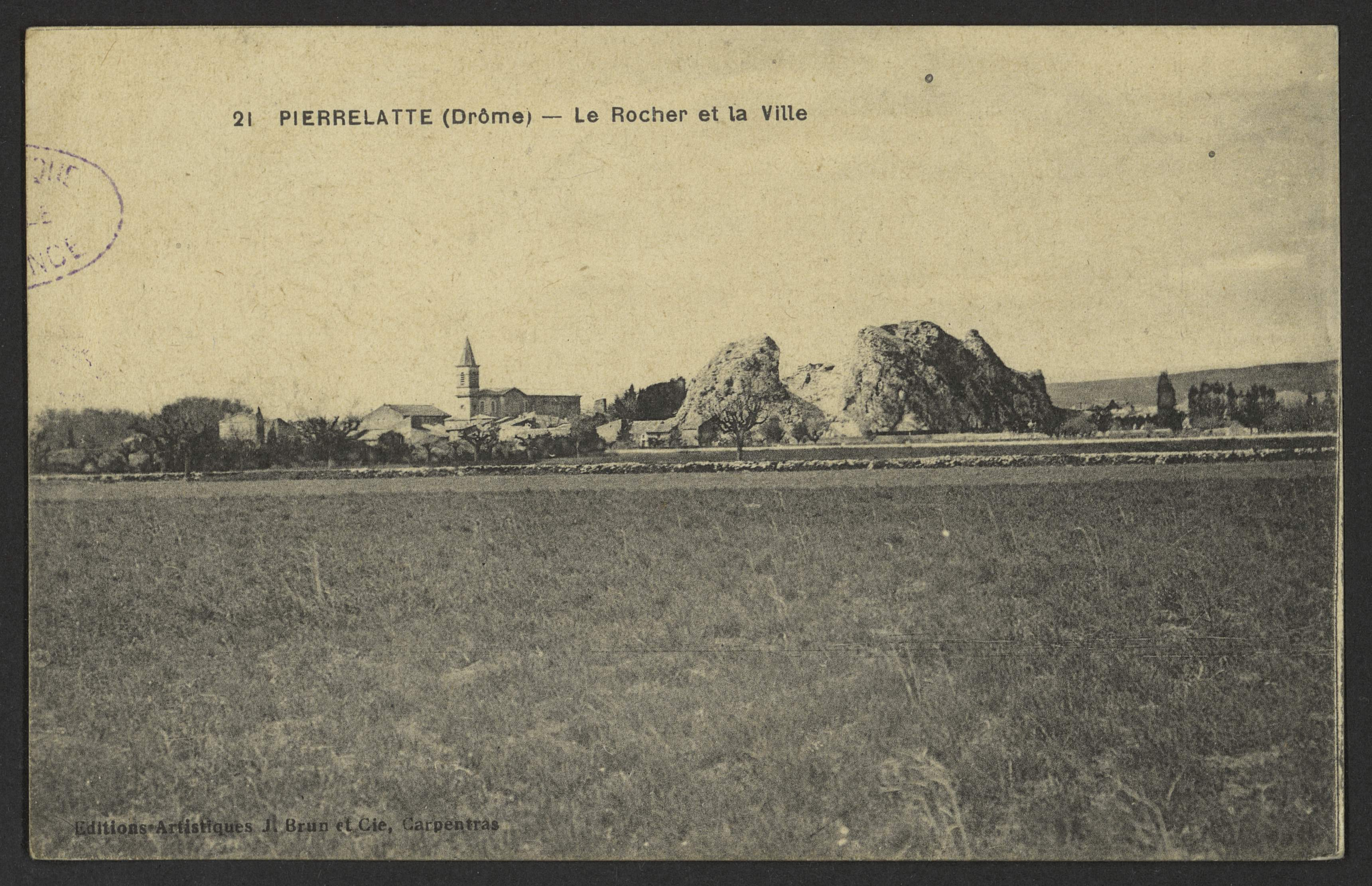
Pierrelatte aan de voet van Le Roché (postkaart uit het begin van de 20e eeuw)

De plaats is ontstaan rond een rots (Le Roché) in de riviervlakte van de Rhône. Een eerste vermelding dateert van de 11e eeuw. Er stond volgens de bronnen een burcht op de rots maar hiervan zijn geen materiële sporen overgeleverd. Pierrelatte kreeg een stadsomwalling waarvan enkele delen nog bestaan. De plaats was een leengoed en vanaf 1450 een eigengoed van de heer van Pierrelatte. In dat jaar viel de heerlijkheid toe aan de toekomstige koning Lodewijk XI. Hij vergrootte de burcht en liet een nieuwe stadsomwalling aanleggen. Van deze omwalling zijn resten bewaard in de rue des Remparts de l'Ouest, rue des Remparts du Nord en de rue des Remparts du Midi.
In 1562 werd de burcht ingenomen door de protestantse troepen van de baron van Les Adrets. In 1633 werd de burcht op bevel van koning Lodewijk XIII ontmanteld om nieuwe opstanden van protestanten in Dauphiné onmogelijk te maken. In 1629-1631 en in 1652 werd de stad getroffen door de pest. Aan het einde van de 17e eeuw werd een afleidingskanaal op de Rhône ten oosten van Pierrelatte gegraven (canal de Pierrelatte of canal de Conti, naar de toenmalige heer van Pierrelatte). Na de Tweede Wereldoorlog werd het kanaal Donzère-Mondragon gegraven.
In 1792 werd het classicistische gemeentehuis gebouwd en tussen 1847 en 1851 een nieuwe kerk (de vijfde op die plaats). In 1854 kwam er een spoorwegstation op de lijn Lyon-Avignon. In 1897 kwam er ook een spoorverbinding naar Nyons. Vanaf de tweede helft van de 19e eeuw vestigde zich industrie in de gemeente, met belangrijke bedrijven als Chauvet (vanaf 1921) en kartonfabrikant Spinnler. Vanaf de jaren 1960 kwam er ook nucleaire industrie (Site nucléaire du Tricastin) aan het kanaal Donzère-Mondragon.

## Geografie
De oppervlakte van Pierrelatte bedroeg op 1 januari 2022 49,56 vierkante kilometer; de bevolkingsdichtheid was toen 280,6 inwoners per km².
De gemeente ligt in de zuidwestelijke hoek van het departement. In het westen grenst de gemeente aan de Rhône en de heuvels van Ardèche. De gemeente zelf ligt in de vlakke riviervlakte van de Rhône. Hier stromen verschillende riviertjes waaronder de Petite Berre.
De onderstaande kaart toont de ligging van Pierrelatte met de belangrijkste infrastructuur en aangrenzende gemeenten.

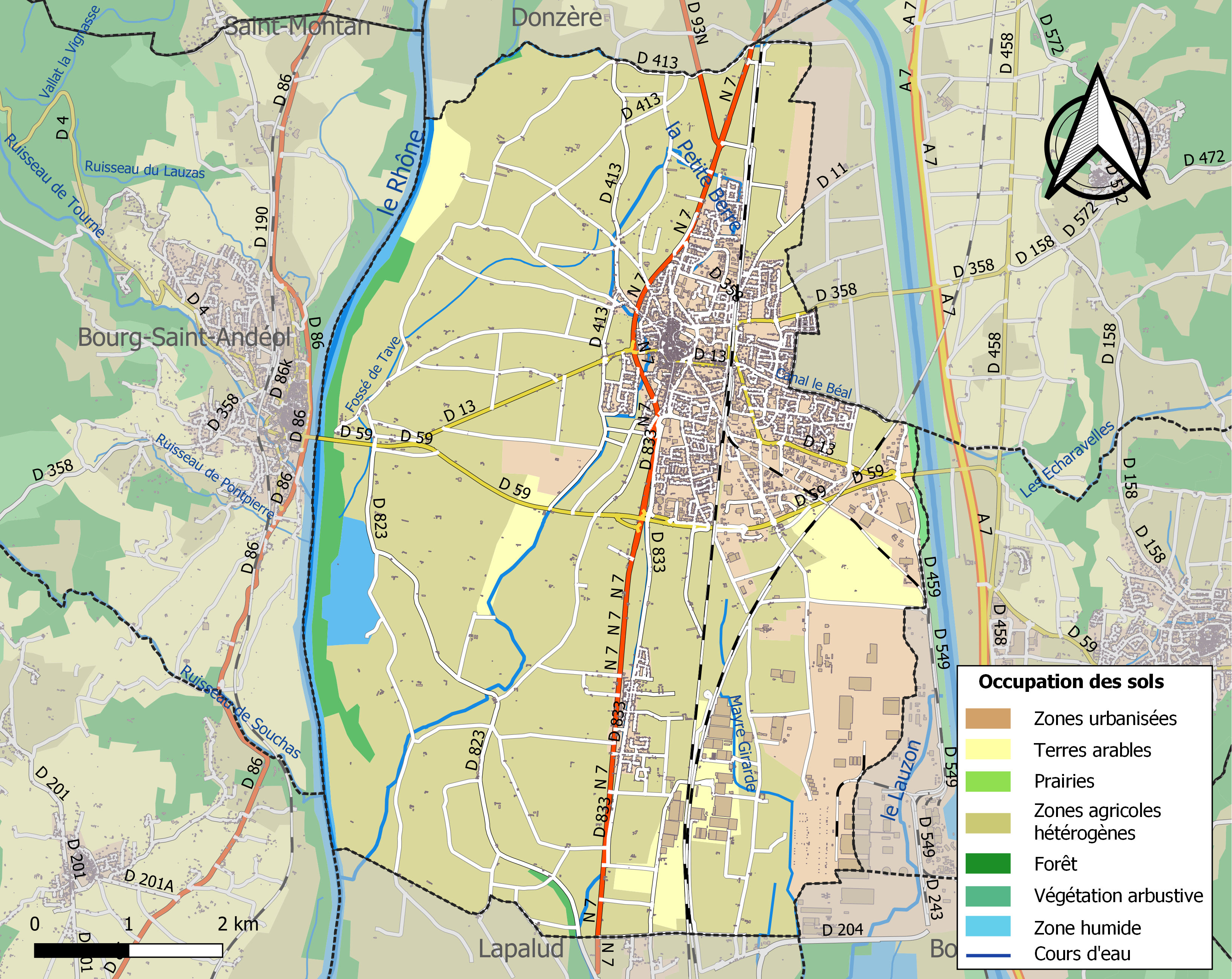

## Verkeer en vervoer
In de gemeente ligt spoorwegstation Pierrelatte.

## Demografie
Onderstaande figuur toont het verloop van het inwonertal (bron: INSEE-tellingen).

## Geboren in Pierrelatte
- Jean Aurenche (1903-1992), scenarioschrijver
- David Guerrier (1984), muzikant